# Українці в Удмуртії
В Удмуртії, суб'єкті Російської Федерації, станом на 2010 рік проживає 8332 українця, що становить 0,55% від усього населення республіки. У порівнянні з попереднім переписом населення 2002 року українців поменшало — їх було 11526 осіб, що становило 0,7%. Станом на 1989 рік українців нараховувалось 14167 осіб, тобто 0,88%, а в Іжевську проживало 7398 осіб, або 1,17%. Серед іммігрантів найбільшу частку становлять саме українці.
2001 року в Удмуртії було створено Товариство української культури «Громада», яке очолив Степан Михайлович Хаба. Відділи товариства знаходяться в містах Іжевську та Сарапулі, а також у Зав'яловському, Малопургинському та Якшур-Бодьнському районах. Товариство займається поширенням української культури на теренах Удмуртії, а також об'єднання усіх українців республіки. «Громада» проводить різноманітні фестивалі — «Рідний голос Батьківщини» (фестиваль українців Іжевська), Міжрегіональний фестиваль української культури; організовує спектаклі («Сорочинський ярмарок») та історико-культурні виставки («Слов'янські сторінки Іжевська»). На сьогодні товариство реалізовує програму «Збереження та розвитку української культури в Удмуртській Республіці», згідно з якою 2012 року при бібліотеці імені І.Д.Пастухова відкрито недільну школу викладання українською мовою, планується створення бібліотеки української літератури, видання газети українському мовою, створення музею української історії та культури Удмуртії і Прикам'я, проведення науково-дослідницьких робіт з історії та культури українців Прикам'я.

## Розподіл українців за районами та округами
| Район чи округ          | Чисельність, осіб (2010) | %    | Місце | Міське населення | Сільське населення |
| ----------------------- | ------------------------ | ---- | ----- | ---------------- | ------------------ |
| Алнаський район         | 29                       | 0,14 | 5     | 0                | 29                 |
| Балезінський район      | 106                      | 0,31 | 6     | 73               | 33                 |
| Вавозький район         | 30                       | 0,18 | 5     | 0                | 30                 |
| Воткінський район       | 105                      | 0,44 | 4     | 37               | 68                 |
| Глазовський район       | 56                       | 0,33 | 5     | 0                | 56                 |
| Граховський район       | 35                       | 0,37 | 8     | 0                | 35                 |
| Дебьоський район        | 30                       | 0,24 | 5     | 0                | 30                 |
| Зав'яловський район     | 335                      | 0,51 | 4     | 0                | 335                |
| Ігринський район        | 137                      | 0,36 | 4     | 85               | 52                 |
| Камбарський район       | 80                       | 0,44 | 6     | 47               | 33                 |
| Каракулінський район    | 26                       | 0,21 | 8     | 0                | 26                 |
| Кезький район           | 39                       | 0,17 | 5     | 0                | 39                 |
| Кізнерський район       | 86                       | 0,42 | 6     | 0                | 86                 |
| Кіясовський район       | 22                       | 0,21 | 6     | 0                | 22                 |
| Красногорський район    | 19                       | 0,18 | 4     | 0                | 19                 |
| Малопургинський район   | 78                       | 0,24 | 6     | 0                | 78                 |
| Можгинський район       | 90                       | 0,32 | 4     | 0                | 90                 |
| Сарапульський район     | 79                       | 0,32 | 6     | 0                | 79                 |
| Селтинський район       | 30                       | 0,26 | 5     | 0                | 30                 |
| Сюмсинський район       | 49                       | 0,37 | 4     | 0                | 49                 |
| Увинський район         | 149                      | 0,38 | 4     | 75               | 74                 |
| Шарканський район       | 44                       | 0,23 | 4     | 0                | 44                 |
| Юкаменський район       | 14                       | 0,14 | 5     | 0                | 14                 |
| Якшур-Бодьїнський район | 62                       | 0,29 | 4     | 0                | 62                 |
| Ярський район           | 48                       | 0,31 | 6     | 25               | 23                 |
| Воткінськ               | 604                      | 0,61 | 4     | 604              | 0                  |
| Глазов                  | 805                      | 0,84 | 4     | 805              | 0                  |
| Можга                   | 157                      | 0,33 | 5     | 157              | 0                  |
| Сарапул                 | 500                      | 0,49 | 6     | 500              | 0                  |
| Іжевськ                 | 4488                     | 0,72 | 4     | 4488             | 0                  |
| *Індустріальний район   | 788                      | 0,69 | 4     | 788              | 0                  |
| *Ленінський район       | 686                      | 0,56 | 4     | 686              | 0                  |
| *Октябрський район      | 1093                     | 0,81 | 4     | 1093             | 0                  |
| *Первомайський район    | 958                      | 0,77 | 4     | 958              | 0                  |
| *Устиновський район     | 963                      | 0,73 | 4     | 963              | 0                  |
| Всього                  | 8332                     | 0,55 | 4     | 6896             | 1436               |